# Henry Wallis
Pour les articles homonymes, voir Wallis.
Henry Wallis, né à Londres en 1830, mort en 1916, est un peintre britannique du mouvement préraphaélite, écrivain et collectionneur d'art.

## Biographie
Né à Londres le 21 février 1830, de père inconnu, sa mère, Marie Anne Thomas, a épousé en 1845 Andrew Wallis, un riche architecte londonien et Henry prit le nom de famille de son beau-père. Sa formation artistique est minutieuse et il est admis comme stagiaire à la Royal Academy puis inscrit à l'École de peinture en mars 1848. Il étudie à Paris à l'atelier de Charles Gleyre et aux beaux-arts, entre 1849 et 1853.
Son premier grand succès est une toile intitulée Chatterton, qu'il expose à l'Académie royale en 1856. Cette œuvre décrit la fin du poète Thomas Chatterton, qui s'est empoisonné de désespoir à l'âge de dix-sept ans. héros du XVIIIe siècle, il était néanmoins considéré par Wallis et par beaucoup de jeunes artistes comme une figure romantique.
Dans cette œuvre, il utilise une combinaison de couleurs franches et contrastées et exploite la lumière naturelle d'une petite fenêtre pour donner un effet de clair-obscur très prisé à cette époque. Il a également essayé de recréer la mansarde où est mort le poète dans un souci d'authenticité.
La peinture est actuellement à la Tate Gallery, à Londres.
Le modèle qui avait posé pour Chatterton était George Meredith, âgé de 28 ans, l'auteur célèbre dont Oscar Wilde fut un grand supporter.
Henry Wallis enleva ensuite la femme de Meredith, puis ils partirent en voyage en Italie et en Égypte où il prit goût à la céramique qu'il collectionnera plus tard.
Le style de Wallis le rapproche du mouvement préraphaélite par les couleurs vibrantes et l'accumulation soignée de détails symboliques. Il n'en fit pas vraiment partie bien qu'il ait eu l'amitié de Arthur Hughes.
Plus tard Wallis s'éloignera des préraphaélites pour se rapprocher du réalisme social avec le Stonebreaker (Le Casseur de pierre) peint en 1857 (Birmingham Museum & Art Gallery). Un sujet traité en 1858 par John Brett d'une façon moins sinistre.
Il montrera ensuite un intérêt plus grand pour l'aquarelle.
Il sera élu membre à part entière du RWS (Royal Water-Color Society) et y exposera plus de 80 aquarelles en 1878.
Son atelier se situait dans Chelsea, quartier bohème hors de Londres à l'époque.
Il s'intéressait également à la céramique italienne et orientale depuis l'Égypte comme nous l'avons vu et cela jusqu'à écrire des articles et des livres qu'il illustrera lui-même. Il collectionnera ces céramiques aujourd'hui exposées au Victoria and Albert Museum.
Wallis est mort, presque aveugle, au 1 Route Walpole, à Croydon, le 20 décembre 1916.

## Galerie peintures

Chatterton, 1856
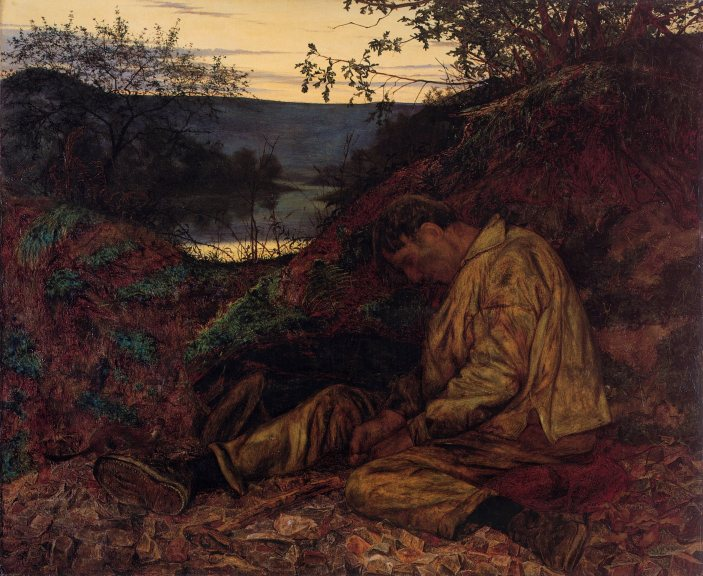
Le Casseur de pierre, 1857
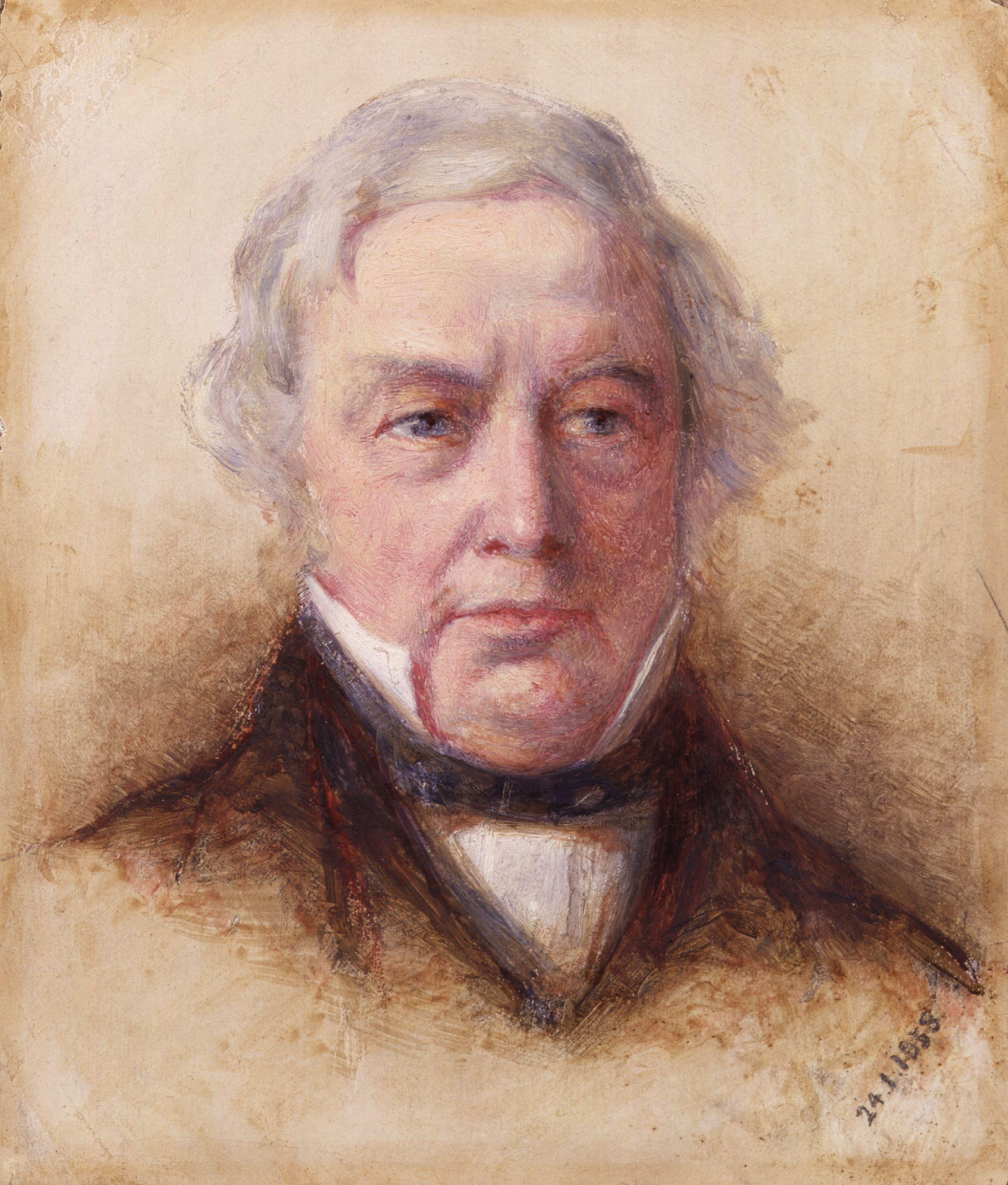
Portrait de Thomas Love Peacock